# Élections sénatoriales de 2017 dans les Pyrénées-Orientales
Les élections sénatoriales dans les Pyrénées-Orientales ont lieu le dimanche 24 septembre 2017. Elles ont pour but d'élire les sénateurs représentant le département au Sénat pour un mandat de six années.

## Contexte départemental
Lors des élections sénatoriales de 2011 dans les Pyrénées-Orientales, deux sénateurs ont été élus : Christian Bourquin (DVG) et François Calvet (UMP).
Depuis, tous les effectifs du collège électoral des grands électeurs ont été renouvelés, avec les élections législatives françaises de 2017, les élections régionales françaises de 2015, les élections départementales françaises de 2015 et les élections municipales françaises de 2014.

## Sénateurs sortants
| Sénateur | Sénateur           | Parti | Fonctions lors de l'élection en 2011                 |
| -------- | ------------------ | ----- | ---------------------------------------------------- |
|          | Hermeline Malherbe | PS    | Conseillère régionale, présidente du conseil général |
|          | François Calvet    | LR    | Député, maire du Soler                               |

## Présentation des candidats et des suppléants
Les nouveaux représentants sont élus pour une législature de 6 ans au suffrage universel indirect par les 1 088 grands électeurs du département. Dans les Pyrénées-Orientales, les sénateurs sont élus au scrutin majoritaire à deux tours. Leur nombre reste inchangé, deux sénateurs sont à élire. Il y aura plusieurs candidats dans le département, chacun avec un suppléant.
| T/S | Candidats | Candidats                    | Parti | Principale fonction                                        |
| --- | --------- | ---------------------------- | ----- | ---------------------------------------------------------- |
| T   |           | Édith Pugnet                 | PCF   | Conseillère départementale                                 |
| S   |           | Jean-André Magdalou          | PCF   |                                                            |
| T   |           | Patrick Cases                | PCF   | Conseiller régional                                        |
| S   |           | Danièle Herbain              | PCF   |                                                            |
| T   |           | Sébastien Saguer             | MRC   |                                                            |
| S   |           | Atika El Bourimi             | MRC   |                                                            |
| T   |           | Hermeline Malherbe           | PS    | Sénatrice sortante, présidente du conseil départemental    |
| S   |           | Robert Garrabé               | PS    | Conseiller départemental, maire de Saint-Jean-Pla-de-Corts |
| T   |           | Michel Maffre                | PS    | Maire de Pia                                               |
| S   |           | Toussainte Calabrèse         | PS    | Conseillère départementale                                 |
| T   |           | Jean-Louis Chambon           | DVG   | Conseiller départemental, maire de Canohès                 |
| S   |           | Annick Baudchon              | DVG   |                                                            |
| T   |           | Yves Porteix                 | LREM  | Maire de Sorède                                            |
| S   |           | Frédérique Lis               | LREM  |                                                            |
| T   |           | Joëlle Anglade               | LREM  | Conseillère départementale, adjointe au maire de Perpignan |
| S   |           | Éric Nivet                   | LREM  |                                                            |
| T   |           | Dominique Schemla            | MoDem | Conseiller municipal de Perpignan                          |
| S   |           | Marie Duchet                 | MoDem |                                                            |
| T   |           | Marie-Thérèse Sanchez-Schmid | LR    | Adjointe au maire de Perpignan                             |
| S   |           | Bruno Galant                 | DVD   |                                                            |
| T   |           | François Calvet              | LR    | Sénateur sortant, maire du Soler                           |
| S   |           | Lauriane Josende             | LR    |                                                            |
| T   |           | Jean Sol                     | LR    | Conseiller départemental, conseiller municipal de Bompas   |
| S   |           | Carole del Poso              | LR    |                                                            |
| T   |           | Robert Olives                | FN    | Conseiller municipal de Espira-de-l'Agly                   |
| S   |           | Sandrine Dogor               | FN    |                                                            |

## Résultats
| Candidats                | Candidats                    | Parti                    | Nuance                   | Premier tour | Premier tour | Second tour | Second tour |
| Candidats                | Candidats                    | Parti                    | Nuance                   | Voix         | %            | Voix        | %           |
| ------------------------ | ---------------------------- | ------------------------ | ------------------------ | ------------ | ------------ | ----------- | ----------- |
|                          | François Calvet              | LR                       | LR                       | 599          | 52,00        |             |             |
|                          | Hermeline Malherbe           | PS                       | SOC                      | 368          | 31,94        | 480         | 43,40       |
|                          | Jean Sol                     | LR                       | LR                       | 262          | 22,74        | 549         | 49,64       |
|                          | Joëlle Anglade               | LREM                     | REM                      | 121          | 10,50        | Retrait     | Retrait     |
|                          | Jean-Louis Chambon           | SE                       | DVG                      | 116          | 10,07        | 77          | 6,96        |
|                          | Jean-Luc Pujol               | UDI                      | UDI                      | 114          | 9,90         | Retrait     | Retrait     |
|                          | Yves Porteix                 | LREM                     | REM                      | 112          | 92           | Retrait     | Retrait     |
|                          | Dominique Schemla            | MoDem                    | DVD                      | 87           | 7,55         | Retrait     | Retrait     |
|                          | Édith Pugnet                 | PCF                      | COM                      | 73           | 6,34         | Retrait     | Retrait     |
| Patrick Cases            | PCF                          | COM                      | 71                       | 6,16         |              | Retrait     | Retrait     |
|                          | Marie-Thérèse Sanchez-Schmid | LR                       | DVD                      | 68           | 5,90         | Retrait     | Retrait     |
|                          | Antoine Figue                | PS                       | SOC                      | 61           | 5,30         | Retrait     | Retrait     |
|                          | Robert Olives                | FN                       | FN                       | 56           | 4,86         | Retrait     | Retrait     |
|                          | Sébastien Saguer             | MRC                      | DVG                      | 8            | 0,69         | Retrait     | Retrait     |
|                          |                              |                          |                          |              |              |             |             |
| Suffrages exprimés       | Suffrages exprimés           | Suffrages exprimés       | Suffrages exprimés       | 1 152        | 97,22        | 1 106       | 93,25       |
| Votes blancs             | Votes blancs                 | Votes blancs             | Votes blancs             | 7            | 0,59         | 28          | 2,36        |
| Votes nuls               | Votes nuls                   | Votes nuls               | Votes nuls               | 26           | 2,19         | 52          | 4,38        |
| Total                    | Total                        | Total                    | Total                    | 1 185        | 100          | 1 186       | 100         |
| Abstention               | Abstention                   | Abstention               | Abstention               | 20           | 1,66         | 19          | 1,58        |
| Inscrits / participation | Inscrits / participation     | Inscrits / participation | Inscrits / participation | 1 205        | 98,34        | 1 205       | 98,42       |